# Chiasmocleis hudsoni
Chiasmocleis hudsoni es una especie  de anfibio anuro de la familia Microhylidae. Se encuentra en Brasil, la Guayana Francesa, Guyana, Surinam, Venezuela y, posiblemente, en Colombia.